# Praproče pri Grosupljem
Praproče pri Grosupljem so naselje v Občini Grosuplje. Ustanovljeno je bilo leta 1998 iz dela ozemlja naselja Spodnje Blato. Leta 2015 je imelo 53 prebivalcev. V edini znamenistosti kraja, dvorcu Praproče sta se mdr. rodila Louis Adamič in France Adamič, prvi ima v njem spominsko sobo in ob njem spomenik, oba pa spomnisko ploščo.